# Grube Propstei

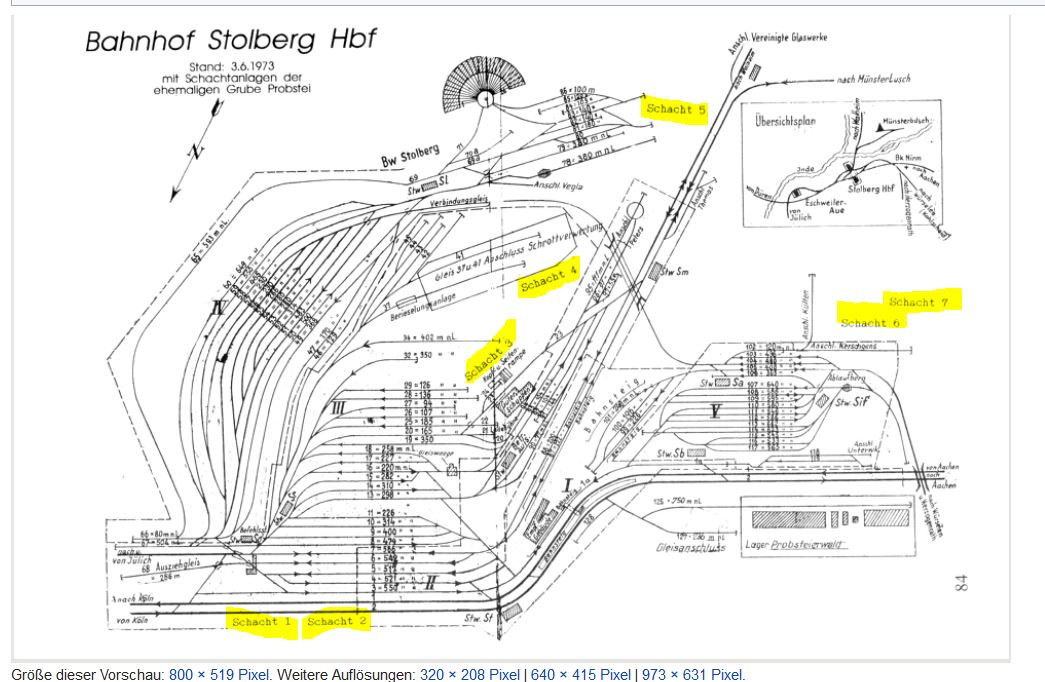
Darstellung der Schächte in einer Eisenbahndienstunterlage

Die Grube Propstei war eine Steinkohlengrube im Südosten des Propsteier Waldes bei Eschweiler-Aue. Die Grube zählte zum sogenannten Außenwerk des Eschweiler Kohlbergs. Die gleichnamige Schachtanlage befand sich im Südosten des Propsteier Waldes in Eschweiler, während am westlichen Rand des Propsteier Waldes die Grube Glücksburg lag.

## Geschichte
1701 erreichte die Grube bereits eine Teufe von 60 m und gehörte einer Gewerkschaft. 1833 erwarb Christine Englerth eine Konzession auf die rund 2500 Hektar große Steinkohleablagerungen der Orte Eschweiler, Frenz, Inden, Lamersdorf, Lucherberg, Nothberg sowie Weisweiler und somit auch die Abbaurechte der Grube Propstei, aber erst 1860 begann der industrielle Abbau in der Grube durch den Eschweiler Bergwerksverein (EBV). Während der ursprüngliche Schacht als Fahr- und Wetterschacht neu genutzt wurde, teufte der EBV einen neuen Schacht auf 300 m ab. 1861 wurden die beiden Flöze Eule und Jülicher durchteuft, welche sich später als nicht bauwürdig herausstellten. Ebenfalls erfolgte ein Durchschlag zur Grube Atsch. Im Jahre 1865 wurden rund 38.000 Tonnen Kohle abgebaut. Wegen Dammbruchs der Sammelteiche im westlichen Propsteier Wald nach einem Unwetter wurde 1870 der Betrieb stillgelegt, jedoch trotz dieses Schadens die Abteufung zur sechsten Sohle noch vorgenommen. 1879 wurde die Grube endgültig stillgelegt. Von 1862 bis 1879 hatte die Grube einen eigenen Bahnanschluss an den damals auf Eschweiler Gebiet liegenden Hauptbahnhof Stolberg.

## Lage
Die  Schächte 1–5 lagen im Bereich des heutigen Stolberger Bahnhofs, die Schächte 6 und 7 im Bereich des Atscher Bahnhofs der Aachener Industriebahn.